# Tamakeri

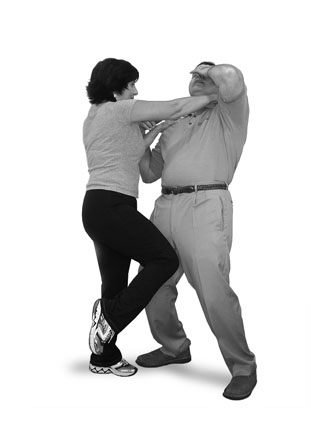
Người phụ nữ lên gối vào hai tinh hoàn của người đàn ông

Tamakeri (玉蹴り) (tức đá vào hạ bộ) là một ái vật và là tiểu thể loại khiêu dâm trong đó tinh hoàn của một người đàn ông bị hành hạ. Thể loại này cũng giống với đánh đập hạ bộ (tiếng Anh: ballbusting, viết tắt là "bb"). Ban đầu nó phổ biến ở Nhật Bản và hiện đã lan tỏa ra khắp thế giới. Tamakeri là thuật ngữ tiếng Nhật nhưng nó cũng được nhiều người không phải người Nhật sử dụng. Các động tác của tamakeri là những cú tấn công vào bộ phận đặc trưng trên cơ thể đàn ông, đó là tinh hoàn, và thể loại này hấp dẫn với những phụ nữ bạo dâm, cũng như với cả những người đàn ông khổ dâm dị tính và đồng tính.

## Lịch sử

### Làn sóng thứ nhất (cuối những năm 1990 - 2001)
Làn sóng đầu tiên của các trang web ballading tamakeri xuất hiện trên Internet là các trang web như Velvet Kick, Tamahimeden (không còn hoạt động), Spikey Step, Stardeck9 (không co)n hoa t đôvngà Femaledom. Họ thường có chất lượng video rất kém, kiếm tiền rất ít, không có cốt truyện hoặc truyện, và thường bao gồm những người thường có mặt nạ. Họ là những người tiên phong về một lĩnh vực tình dục con người chưa được xác lập và chưa được biết đến, biểu hiện của nó đã được hỗ trợ bởi sự giấu tên của Internet.